# La Lande-Chasles
La Lande-Chasles – miejscowość i gmina we Francji, w regionie Kraj Loary, w departamencie Maine i Loara.
Według danych na rok 2010 gminę zamieszkiwało 105 osób, a gęstość zaludnienia wynosiła 20 osób/km².